# تشارلز لايتولر
تشارلز هربرت لايتاولر (بالإنجليزية: Charles Lightoller)‏ (مارس 1874 - 8 ديسمبر 1952) وكيل ربان على متن آر إس إم تيتاتنك وضابط البحرية الملكية. وكان أكبر عضو في الطاقم الذين نجو من غرق آر إم إس تيتانيك.
بصفته المسؤول عن تحميل الركاب في قوارب النجاة على جانب الميناء، فرض لايتولر بصرامة بروتوكول " النساء والأطفال أولاً "، وعدم السماح لأي مسافر ذكر بركوب قوارب النجاة إلا إذا كانت هناك حاجة إلى بحار مساعد.  بقي لايتولر حتى اللحظة الأخيرة، وقد كان على وشك الغرق، لكنه وجد ملجأ على متن قارب قابل للانهيار مع 30 شخصًا آخر، ليُظهر لزملائه الناجين كيفية تغيير وزنهم لتجنب التعرض للغرق، حتى إنقاذهم عند الفجر.
خدم لايتولر ضابطا قائدا في البحرية الملكية خلال الحرب العالمية الأولى وكان مزينًا مرتين بالشجاعة. أولاً بينما كان يقود زورقًا طوربيدي بمحرك، قام بالاشتباك مع وحدة ألمانية خلال غارة ليلية على جنوب إنجلترا.  الثاني في حين قيادة المدمرة إتش إس إم غراي حيث استطاع حماية قافلة تجارية، حيث صدمت سفينة لايتولر وأغرقت زورقا ألمانيا الألمانية. زعم كابتن UB-110 الألماني فيما بعد أن بعض الناجين الألمان تعرضوا للذبح على أيدي طاقم لايتولر، وهو ادعاء لم يتم إثباته رسميًا. في مذكراته التي صدرت عام 1935 بعنوان «تايتانيك وسفن أخرى»، كتب لايتولر عن الحادث الذي قال فيه إنه «رفض قبول الأعمال اليدوية»، لكنه لم يخوض في مزيد من التفاصيل حول هذه المسألة.
في وقت لاحق، بعد التقاعد، ميز نفسه في الحرب العالمية الثانية، من خلال الإبحار متطوعا في واحدة من «السفن الصغيرة» التي لعبت دورا في إخلاء دونكيرك.وقد أبحر بالسفينة إلى دونكيرك شخصيا وأعاد 127 جنديا بريطانيا.

## روابط خارجية
- تشارلز لايتولر على موقع الموسوعة البريطانية (الإنجليزية)
- تشارلز لايتولر على موقع ميوزك برينز (الإنجليزية)